# Список Отцов Церкви Юстиниана I
Один из самых ранних списков выдающихся Отцов Церкви был представлен византийским императором Юстинианом I в послании V Вселенскому собору в 553 году и утверждён на этом соборе. Включает 12 имён (8 восточных и 4 западных святителей).
По мнению А. А. Столярова, число 12 могло быть выбрано не случайно, так как числовая символика (3 лика Троицы, 4 евангелиста, 12 апостолов) наблюдается во многих перечислениях «великих отцов», однако «разумеется, трудно утверждать, что создатели списков в первую очередь руководствовались именно этими соображениями». Существуют и другие перечни, включая 8 «великих учителей Церкви» папы Бонифация VIII (4 западных и 4 восточных) или трёх великих святителей, особо почитаемых православной церковью.
| Имя                                | Примерный год смерти | Краткая характеристика                                                 | Из восьми «великих учителей Церкви» | Из «трёх великих святителей» |
| ---------------------------------- | -------------------- | ---------------------------------------------------------------------- | ----------------------------------- | ---------------------------- |
| Иларий Пиктавийский                | †367                 | епископ Пиктавийский, западный святитель                               |                                     |                              |
| Афанасий Великий (Александрийский) | †373                 | архиепископ Александрийский, восточный святитель                       | да                                  |                              |
| Василий Великий (Кесарийский)      | †379                 | архиепископ Кесарии Каппадокийской в Малой Азии, восточный святитель   | да                                  | да                           |
| Григорий Богослов (Назианзин)      | †389                 | архиепископ Константинопольский, восточный святитель                   | да                                  | да                           |
| Григорий Нисский                   | †394                 | епископ Ниссы в Малой Азии, восточный святитель                        |                                     |                              |
| Амвросий Медиоланский              | †397                 | архиепископ Милана, западный святитель                                 | да                                  |                              |
| Иоанн Златоуст                     | †407                 | архиепископ Константинопольский, восточный святитель                   | да                                  | да                           |
| Феофил Александрийский             | †412                 | архиепископ Александрийский, восточный святитель                       |                                     |                              |
| Аврелий Августин                   | †430                 | епископ Гиппона Царского в Нумидии, римской Африке, западный святитель | да                                  |                              |
| Кирилл Александрийский             | †444                 | архиепископ Александрийский, восточный святитель                       |                                     |                              |
| Прокл Константинопольский          | †446                 | архиепископ Константинопольский, восточный святитель.                  |                                     |                              |
| Лев I (Великий)                    | †461                 | римский папа, западный святитель                                       |                                     |                              |